# Calliopsis macswaini
Calliopsis macswaini är en biart som först beskrevs av Rozen 1958.  Calliopsis macswaini ingår i släktet Calliopsis och familjen grävbin. Inga underarter finns listade.